# Кристіан Бассогог
Кристіан Бассогог (фр. Christian Bassogog, нар. 18 жовтня 1995, Дуала) — камерунський футболіст, нападник клубу «Шанхай Шеньхуа».
Виступав, зокрема, за клуби «Вілмінгтон Гаммергедс», «Ольборг» та «Хенань Цзяньє», а також національну збірну Камеруну.

## Клубна кар'єра
У дорослому футболі дебютував 2015 року виступами за команду клубу «Вілмінгтон Гаммергедс», в якій того року взяв участь у 14 матчах чемпіонату.
До складу клубу «Ольборг» приєднався 2015 року.

## Виступи за збірну
У 2016 році дебютував в офіційних матчах у складі національної збірної Камеруну. Наразі провів у формі головної команди країни 39 матчів, забивши 7 голів.
У складі збірної був учасником Кубка африканських націй 2017 року у Габоні.

## Досягнення
- Володар Кубка Китаю (1):

«Шанхай Шеньхуа»: 2023
Збірні
- Чемпіон Африки (1):

Камерун: 2017
- Бронзовий призер Кубка африканських націй: 2021